# Vĩnh Hải, Cần Thơ
Vĩnh Hải là một xã thuộc thành phố Cần Thơ, Việt Nam.

## Địa lý
Xã Vĩnh Hải có vị trí địa lý:
- Phía đông và phía nam giáp Biển Đông
- Phía tây giáp phường Vĩnh Châu
- Phía bắc giáp phường Khánh Hòa và các xã Liêu Tú, Lịch Hội Thượng.

Xã Vĩnh Hải có diện tích 83,75 km², dân số năm 2024 là 27.820 người, mật độ dân số đạt 332 người/km².

## Hành chính
Xã Vĩnh Hải được chia thành 8 ấp: Âu Thọ A, Âu Thọ B, Giồng Nổi, Huỳnh Kỳ, Mỹ Thanh, Trà Sết, Vĩnh Thạnh A, Vĩnh Thạnh B.

## Lịch sử
Ngày 20 tháng 9 năm 1975, Bộ Chính trị ban hành Nghị quyết số 245-NQ/TW về việc hợp nhất tỉnh Cần Thơ (ngoại trừ huyện Thốt Nốt), tỉnh Sóc Trăng, tỉnh Trà Vinh, tỉnh Vĩnh Long thành một tỉnh, tên gọi tỉnh mới cùng với nơi đặt tỉnh lỵ sẽ do địa phương đề nghị lên.
Ngày 20 tháng 12 năm 1975, Bộ Chính trị ban hành Nghị quyết số 19/NQ về việc hợp nhất tỉnh Cần Thơ (bao gồm cả huyện Thốt Nốt của tỉnh Long Xuyên), tỉnh Sóc Trăng thành một tỉnh mới, tên gọi tỉnh mới cùng với nơi đặt tỉnh lỵ sẽ do địa phương đề nghị lên.
Ngày 24 tháng 2 năm 1976, Chính phủ Cách mạng lâm thời Cộng hòa miền Nam Việt Nam ban hành Nghị định số 3/NQ/1976 về việc hợp nhất tỉnh Cần Thơ, tỉnh Sóc Trăng và thành phố Cần Thơ thành một tỉnh mới, lấy tên là tỉnh Hậu Giang.
Ngày 15 tháng 9 năm 1981, Hội đồng Bộ trưởng ban hành Quyết định số 70-HĐBT về việc chia xã Vĩnh Châu thuộc huyện Vĩnh Châu thành 4 xã: Vĩnh Châu, Vĩnh Hải, Vĩnh Hòa, Vĩnh Khánh.
Ngày 16 tháng 9 năm 1989, Hội đồng Bộ trưởng ban hành Quyết định số 128-HĐBT. Theo đó, xã Vĩnh Hải có 7.416,04 ha diện tích tự nhiên và 12.713 nhân khẩu.
Ngày 26 tháng 12 năm 1991, Quốc hội ban hành Nghị quyết về việc chia tỉnh Hậu Giang thành tỉnh Cần Thơ và tỉnh Sóc Trăng.
Ngày 26 tháng 11 năm 2003, Quốc hội ban hành Nghị quyết số 22/2003/QH11 về việc chia tỉnh Cần Thơ thành thành phố Cần Thơ trực thuộc trung ương và tỉnh Hậu Giang.
Ngày 25 tháng 8 năm 2011, Chính phủ ban hành Nghị quyết số 90/NQ-CP về việc thành lập thị xã Vĩnh Châu thuộc tỉnh Sóc Trăng. Xã Vĩnh Hải trực thuộc thị xã Vĩnh Châu.
Ngày 12 tháng 6 năm 2025, Quốc hội ban hành Nghị quyết số 202/2025/QH15 về việc sắp xếp đơn vị hành chính cấp tỉnh (nghị quyết có hiệu lực từ ngày 12 tháng 6 năm 2025). Theo đó, sáp nhập tỉnh Hậu Giang và tỉnh Sóc Trăng vào thành phố Cần Thơ.
Ngày 16 tháng 6 năm 2025, Ủy ban Thường vụ Quốc hội ban hành Nghị quyết số 1668/NQ-UBTVQH15 về việc sắp xếp các đơn vị hành chính cấp xã của thành phố Cần Thơ năm 2025 (nghị quyết có hiệu lực từ ngày 16 tháng 6 năm 2025). Theo đó, giữ nguyên toàn bộ 83,75 km² diện tích tự nhiên và quy mô dân số là 27.820 người của xã Vĩnh Hải thuộc thị xã Vĩnh Châu, tỉnh Sóc Trăng.